# Kimberley Nixon
Kimberley Nixon (ur. 24 września 1985) – brytyjska aktorka. Znana z roli Kate w filmie Zbuntowana księżniczka.

## Filmografia
- Cranford (2007) – Sophy Hutton
- Wojna domowa (2008) – Hilda Whittaker
- Wild Child. Zbuntowana księżniczka (2008) – Kate
- Angus, Thongs and Perfect Snogging (2008) – Lindsay
- Cherrybomb (2009) – Michelle
- Czarna śmierć (2010) – Averill
- Agatha Christie’s Poirot, Tragedia w trzech aktach (2010) – Egg Lytton Gore